# Manizales
Manizales és la capital del departament de Caldas. És una ciutat situada al centre-occident de Colòmbia, ubicada a la Serralada Central, prop del Nevado del Ruiz. Forma part de l'anomenada Regió paisa i del que es coneix com a Triangle d'or. La seva població és de 386.931 habitants aproximadament, d'acord amb les projeccions demogràfiques oficials per a l'any 2009. Forma part, amb Risaralda, Quindio el Norte del Valle i el Suooeste Antioqueño de l'anomenat Eix cafeter colombià.
Fundada el 1849 per colons d'Antioquia, avui és una ciutat amb gran activitat econòmica, industrial, cultural i turística. Igualment destaca per la seva activitat cultural, on ressalta la seva Fira anual, el Festival Internacional de Teatre i nombrosos espectacles i convencions.
Manizales és coneguda també com la "Ciutat de les portes obertes". Un altre nom que també rep és Manizales de l'ànima, per causa d'un pasdoble taurí que duu el seu nom.